# باولو بيروني
باولو بيروني هو سياسي إيطالي، ولد في 16 ديسمبر 1967 في ليتشي في إيطاليا. نشط حزبياً في فورزا إيطاليا. وقد انتخب mayor of Lecce ‏.